# Verein für Bewegungsspiele 91 Suhl 2023-2024
Questa voce raccoglie le informazioni riguardanti il Verein für Bewegungsspiele 91 Suhl nelle competizioni ufficiali della stagione 2023-2024.

## Stagione
Il Verein für Bewegungsspiele 91 Suhl partecipa alla stagione 2023-24 con la denominazione sponsorizzata VfB Suhl LOTTO Thüringen.
Si classifica al quinto posto nella regular season di 1. Bundesliga, accedendo ai play-off scudetto, dove vengono eliminate ai quarti di finale dal Potsdam. Viene eliminato ai quarti di finale anche in Coppa di Germania, eleminato in questo caso dal Dresdner.

## Organigramma societario
Area direttiva
- Presidente: Alexander Mantlik

Area tecnica
- Allenatore: László Hollósy
- Allenatore in seconda: Tim Berks
- Assistente allenatore: Mario Röser
- Scoutman: Cristian Lazar

Area sanitaria
- Medico: Gerald Lutz
- Fisioterapista: Celine Schweser

## Rosa
| N° | Nome             | Ruolo | Data di nascita   | Nazionalità sportiva |
| -- | ---------------- | ----- | ----------------- | -------------------- |
| 3  | Eva Pogačar      | P     | 14 luglio 2000    | Slovenia             |
| 4  | Roosa Laakkonen  | C     | 4 giugno 1994     | Finlandia            |
| 6  | Eleanor Holthaus | S     | 5 aprile 2000     | Stati Uniti          |
| 7  | Jelena Delić     | C     | 17 luglio 2000    | Serbia               |
| 8  | Jayde Robertsen  | C     | 30 luglio 1999    | Canada               |
| 9  | Jennifer Mosser  | S     | 10 ottobre 1998   | Stati Uniti          |
| 10 | Yurika Bamba     | L     | 16 settembre 1991 | Giappone             |
| 13 | Lena Kindermann  | O     | 27 luglio 1999    | Germania             |
| 14 | Julia Brown      | S     | 3 febbraio 1996   | Stati Uniti          |
| 15 | Marie Hänle      | O     | 8 settembre 2002  | Germania             |
| 16 | Adria Powell     | O     | 14 maggio 2001    | Stati Uniti          |
| 17 | Vedrana Jakšetić | P     | 17 settembre 1996 | Croazia              |
| 18 | Zoe Jichova      | P     | -                 | Germania             |

## Mercato
| Acquisti                               | Acquisti         | Acquisti         | Acquisti   |
| R.                                     | Nome             | da               | Modalità   |
| -------------------------------------- | ---------------- | ---------------- | ---------- |
| S                                      | Eleanor Holthaus | Leonas de Ponce  | definitivo |
| S                                      | Jennifer Mosser  | Hämeenlinnan     | definitivo |
| P                                      | Eva Pogačar      | Branik           | definitivo |
| C                                      | Jayde Robertsen  | British Columbia | definitivo |
| Trasferimenti nel corso della stagione |                  |                  |            |
| O                                      | Adria Powell     | Clemson          | definitivo |

| Cessioni                               | Cessioni              | Cessioni       | Cessioni   |
| R.                                     | Nome                  | a              | Modalità   |
| -------------------------------------- | --------------------- | -------------- | ---------- |
| P                                      | Jenna Ewert           | Münster        | definitivo |
| S                                      | Juliette Fidon-Lebleu | Dresdner       | definitivo |
| O                                      | Danielle Harbin       | Potsdam        | definitivo |
| S                                      | Eva Hodanová          | Olymp Praha    | definitivo |
| C                                      | Anica Kutlešić        | Ub             | definitivo |
| P                                      | Yina Liu              | FTSV Straubing | definitivo |
| Trasferimenti nel corso della stagione |                       |                |            |
| O                                      | Marie Hänle           | Schweriner     | definitivo |

## Risultati

### 1. Bundesliga

#### Girone di andata
| 1ª giornata - 7 ottobre 2023 Sporthalle Wolfsgrube, Suhl                   | Suhl       | 3 - 0 | Münster       | 25-12, 25-15, 25-16               |
| 2ª giornata - 11 ottobre 2023 Ballsporthalle, Vilsbiburg                   | Vilsbiburg | 3 - 2 | Suhl          | 19-25, 25-18, 21-25, 25-17, 15-7  |
| 3ª giornata - 21 ottobre 2023 Sporthalle des Rhein-Wied-Gymnasium, Neuwied | Neuwied    | 0 - 3 | Suhl          | 21-25, 32-34, 13-25               |
| 4ª giornata - 28 ottobre 2023 Sporthalle Wolfsgrube, Suhl                  | Suhl       | 2 - 3 | MTV Stoccarda | 17-25, 25-22, 17-25, 28-26, 9-15  |
| 5ª giornata - 11 novembre 2023 Margon Arena, Dresda                        | Dresdner   | 3 - 2 | Suhl          | 25-20, 24-26, 19-25, 25-21, 15-10 |
| 6ª giornata - 18 novembre 2023 Sporthalle Wolfsgrube, Suhl                 | Suhl       | 3 - 0 | PTSV Aachen   | 25-19, 25-23, 25-17               |
| 7ª giornata - 25 novembre 2023 ARENA Schwerin, Schwerin                    | Schweriner | 3 - 0 | Suhl          | 25-16, 25-18, 25-18               |
| 8ª giornata - 2 dicembre 2023 Sporthalle Wolfsgrube, Suhl                  | Suhl       | 3 - 2 | Potsdam       | 25-22, 25-17, 16-25, 21-25, 15-13 |
| 9ª giornata - 9 dicembre 2023 Platz der Deutschen Einheit, Wiesbaden       | Wiesbaden  | 1 - 3 | Suhl          | 18-25, 24-26, 25-18, 23-25        |

#### Girone di ritorno
| 10ª giornata - 16 dicembre 2023 Sporthalle Berg Fidel, Münster          | Münster       | 0 - 3 | Suhl       | 20-25, 16-25, 22-25               |
| 11ª giornata - 23 dicembre 2023 Sporthalle Wolfsgrube, Suhl             | Suhl          | 1 - 3 | Vilsbiburg | 25-21, 19-25, 24-26, 12-25        |
| 12ª giornata - 30 dicembre 2023 Sporthalle Wolfsgrube, Suhl             | Suhl          | 3 - 0 | Neuwied    | 25-16, 25-15, 25-11               |
| 13ª giornata - 4 gennaio 2024 SCHARRena, Stoccarda                      | MTV Stoccarda | 3 - 0 | Suhl       | 25-22, 25-19, 25-21               |
| 14ª giornata - 13 gennaio 2024 Sporthalle Wolfsgrube, Suhl              | Suhl          | 3 - 2 | Dresdner   | 25-15, 20-25, 16-25, 26-24, 15-11 |
| 15ª giornata - 20 gennaio 2024 Sporthalle Neuköllner Straße, Aquisgrana | PTSV Aachen   | 2 - 3 | Suhl       | 25-17, 17-25, 19-25, 25-18, 10-15 |
| 16ª giornata - 24 gennaio 2024 Sporthalle Wolfsgrube, Suhl              | Suhl          | 1 - 3 | Schweriner | 23-25, 18-25, 25-22, 11-25        |
| 17ª giornata - 27 gennaio 2024 MBS Arena Potsdam, Potsdam               | Potsdam       | 0 - 3 | Suhl       | 16-25, 15-25, 20-25               |
| 18ª giornata - 3 febbraio 2024 Sporthalle Wolfsgrube, Suhl              | Suhl          | 3 - 1 | Wiesbaden  | 21-25, 25-13, 26-24, 25-14        |

#### Turno intermedio - Gruppo A (1-5)
| 1ª giornata - 10 febbraio 2024 Sporthalle Wolfsgrube, Suhl | Suhl     | 0 - 3 | MTV Stoccarda | 16-25, 22-25, 19-25               |
| 2ª giornata - 17 febbraio 2024 Margon Arena, Dresda        | Dresdner | 3 - 2 | Suhl          | 25-23, 25-18, 22-25, 20-25, 15-10 |
| 4ª giornata - 9 marzo 2024 MBS Arena Potsdam, Potsdam      | Potsdam  | 3 - 1 | Suhl          | 25-21, 23-25, 25-13, 25-21        |
| 5ª giornata - 16 marzo 2024 Sporthalle Wolfsgrube, Suhl    | Suhl     | 3 - 2 | Schweriner    | 23-25, 25-19, 28-26, 19-25, 15-13 |

#### Play-off scudetto
| Quarti di finale (gara 1) - 24 marzo 2024 MBS Arena Potsdam, Potsdam  | Potsdam | 3 - 0 | Suhl    | 25-15, 25-14, 27-25 |
| Quarti di finale (gara 2) - 27 marzo 2024 Sporthalle Wolfsgrube, Suhl | Suhl    | 0 - 3 | Potsdam | 24-26, 21-25, 20-25 |

### Coppa di Germania
| Ottavi di finale - 4 novembre 2023 Sporthalle Pestalozzi, Costanza | Konstanz | 0 - 3 | Suhl | 7-25, 12-25, 8-25   |
| Quarti di finale - 22 novembre 2023 Margon Arena, Dresda           | Dresdner | 3 - 0 | Suhl | 25-22, 25-22, 25-16 |

## Statistiche

### Statistiche di squadra
| Competizione      | Punti | In casa | In casa | In casa | In trasferta | In trasferta | In trasferta | Totale | Totale | Totale |
| Competizione      | Punti | G       | V       | P       | G            | V            | P            | G      | V      | P      |
| ----------------- | ----- | ------- | ------- | ------- | ------------ | ------------ | ------------ | ------ | ------ | ------ |
| 1. Bundesliga     | 27/3  | 12      | 7       | 5       | 12           | 5            | 7            | 24     | 12     | 12     |
| Coppa di Germania | -     | 0       | 0       | 0       | 2            | 1            | 1            | 2      | 1      | 1      |
| Totale            | -     | 12      | 7       | 5       | 14           | 6            | 8            | 26     | 13     | 13     |

G = partite giocate; V = partite vinte; P = partite perse

### Statistiche dei giocatori
| Giocatrice    | 1. Bundesliga | 1. Bundesliga | 1. Bundesliga | 1. Bundesliga | 1. Bundesliga | Coppa di Germania | Coppa di Germania | Coppa di Germania | Coppa di Germania | Coppa di Germania | Totale | Totale | Totale | Totale | Totale |
| Giocatrice    | P             | PT            | AV            | MV            | BV            | P                 | PT                | AV                | MV                | BV                | P      | PT     | AV     | MV     | BV     |
| ------------- | ------------- | ------------- | ------------- | ------------- | ------------- | ----------------- | ----------------- | ----------------- | ----------------- | ----------------- | ------ | ------ | ------ | ------ | ------ |
| Y. Bamba      | 23            | 0             | 0             | 0             | 0             | 1                 | 0                 | 0                 | 0                 | 0                 | 24     | 0      | 0      | 0      | 0      |
| J. Brown      | 23            | 273           | 236           | 19            | 18            | 1                 | 0                 | 0                 | 0                 | 0                 | 24     | 273    | 236    | 19     | 18     |
| J. Delić      | 23            | 120           | 73            | 39            | 8             | 1                 | 2                 | 1                 | 1                 | 0                 | 24     | 122    | 74     | 40     | 8      |
| M. Hänle      | 8             | 130           | 117           | 8             | 5             | 1                 | 2                 | 2                 | 0                 | 0                 | 9      | 132    | 119    | 8      | 5      |
| E. Holthaus   | 20            | 180           | 147           | 28            | 5             | 1                 | 10                | 6                 | 3                 | 1                 | 21     | 190    | 153    | 31     | 6      |
| V. Jakšetić   | 17            | 41            | 21            | 9             | 11            | 1                 | 0                 | 0                 | 0                 | 0                 | 18     | 41     | 21     | 9      | 11     |
| Z. Jichova    | 0             | 0             | 0             | 0             | 0             | -                 | -                 | -                 | -                 | -                 | 0      | 0      | 0      | 0      | 0      |
| L. Kindermann | 20            | 322           | 279           | 33            | 10            | 1                 | 12                | 12                | 0                 | 0                 | 21     | 334    | 291    | 33     | 10     |
| R. Laakkonen  | 23            | 187           | 127           | 49            | 11            | 1                 | 9                 | 7                 | 2                 | 0                 | 24     | 196    | 134    | 51     | 11     |
| J. Mosser     | 17            | 139           | 119           | 8             | 12            | 1                 | 9                 | 8                 | 1                 | 0                 | 18     | 148    | 127    | 9      | 12     |
| E. Pogačar    | 18            | 14            | 6             | 3             | 5             | 1                 | 1                 | 1                 | 0                 | 0                 | 19     | 15     | 7      | 3      | 5      |
| A. Powell     | 2             | 2             | 2             | 0             | 0             | -                 | -                 | -                 | -                 | -                 | 2      | 2      | 2      | 0      | 0      |
| J. Robertsen  | 3             | 7             | 7             | 0             | 0             | 0                 | 0                 | 0                 | 0                 | 0                 | 3      | 7      | 7      | 0      | 0      |

P = presenze; PT = punti totali; AV = attacchi vincenti; MV = muri vincenti; BV = battute vincenti